# Хане, Рутхильд
Рутхильд Хане (нем. Ruthild Hahne; 19 декабря 1910 года, Берлин, Германия — 1 сентября 2001 года, Берлин, Германия) — немецкий скульптор, антифашист, член движения Сопротивления во время Второй мировой войны, член организации «Красная капелла».

## Биография
Рутхильд Хане родилась 19 декабря 1910 года в Берлине, в Германской империи. По окончании школы в берлинском районе Нойкёльн освоила профессию учителя ортопедической физкультуры и несколько лет работала по профессии. Хане родилась и выросла в обеспеченной семье, тем не менее, с юности увлеклась рабочим движением и идеями КПГ. В 1930 году познакомилась с «красным танцовщиком» Жаном Вайдтом, создавшим группу «свободного» танца. Некоторое время спустя, начала обучаться скульптуре в Академии изящных искусств в студии скульптора Вильгельма Герстеля и скульптора-монументалиста Арно Брекера. В 1941 году, в качестве стипендиата, её отправили на Виллу Массимо в Риме. В этот период ею были созданы малые скульптуры, копировавшие классические образцы, и скульптурные портреты детей.
Студенты из мастерской Вильгельма Герстеля, Фриц Кремер и Кай-Гуго фон Брокдорф, после захвата нацистами власти в Германии, составили кружок антифашистов под руководством Вольфганга Тисса. Вскоре эта группа стала одной из ячеек организации «Красная капелла». В неё вошла и Рутхильд Хане, на квартире которой в Берлин-Вильмерсдорфе подпольно издавалась газета «Die innere Front» («Внутренний фронт»). После раскрытия группы осенью 1942 года, почти все её члены были арестованы гестапо. Вольфганг Тисса был приговорен к высшей мере наказания и казнен. Рутхильд Хане получила четыре года тюрьмы. В последние месяцы Второй мировой войны ей удалось бежать из заключения и добраться до частей, наступавшей Красной Армии.
В 1946—1947 году стала одной из основательниц «Школы прикладного искусства» (ныне Академия художеств в Берлин-Вайсензее), где проработала несколько лет в качестве лектора. Её творческая деятельность касалась, главным образом, создания скульптурных портретов. Ею были созданы бюсты ряда лидеров коммунистического движения — Владимира Ульянова-Ленина, Карла Либкнехта и Вильгельма Пика, а также несколько скульптурных портретов детей.
В конкурсе на создание памятника Эрнсту Тельману на Тельманплац (ранее Вильгельм-плац) в Берлин-Митте, её проект обошёл 182 конкурентов. Из практических и финансовых соображений и политических убеждений, в 1953 году переехала из Западного в Восточный Берлин. Поселилась в Берлин-Нидершёнхаузене, где открыла студию у себя дома, но, после событий 17 июня 1953 года, её переселили в государственную квартиру. В 1965 году завершила работу над созданием мемориала Эрнста Тельмана, который является единственным монументальным проектом Рутхильд Хане. После 1965 года создала ряд скульптурных портретов и малых статуй. Только в 1985 году, в возрасте 75 лет, провела свою первую персональную выставку.
Рутхильд Хане умерла 1 сентября 2001 года в Берлине и была похоронена на кладбище Панков III. Её домашняя студия стала домом-музеем, который можно посетить по предварительной записи.

## Галерея

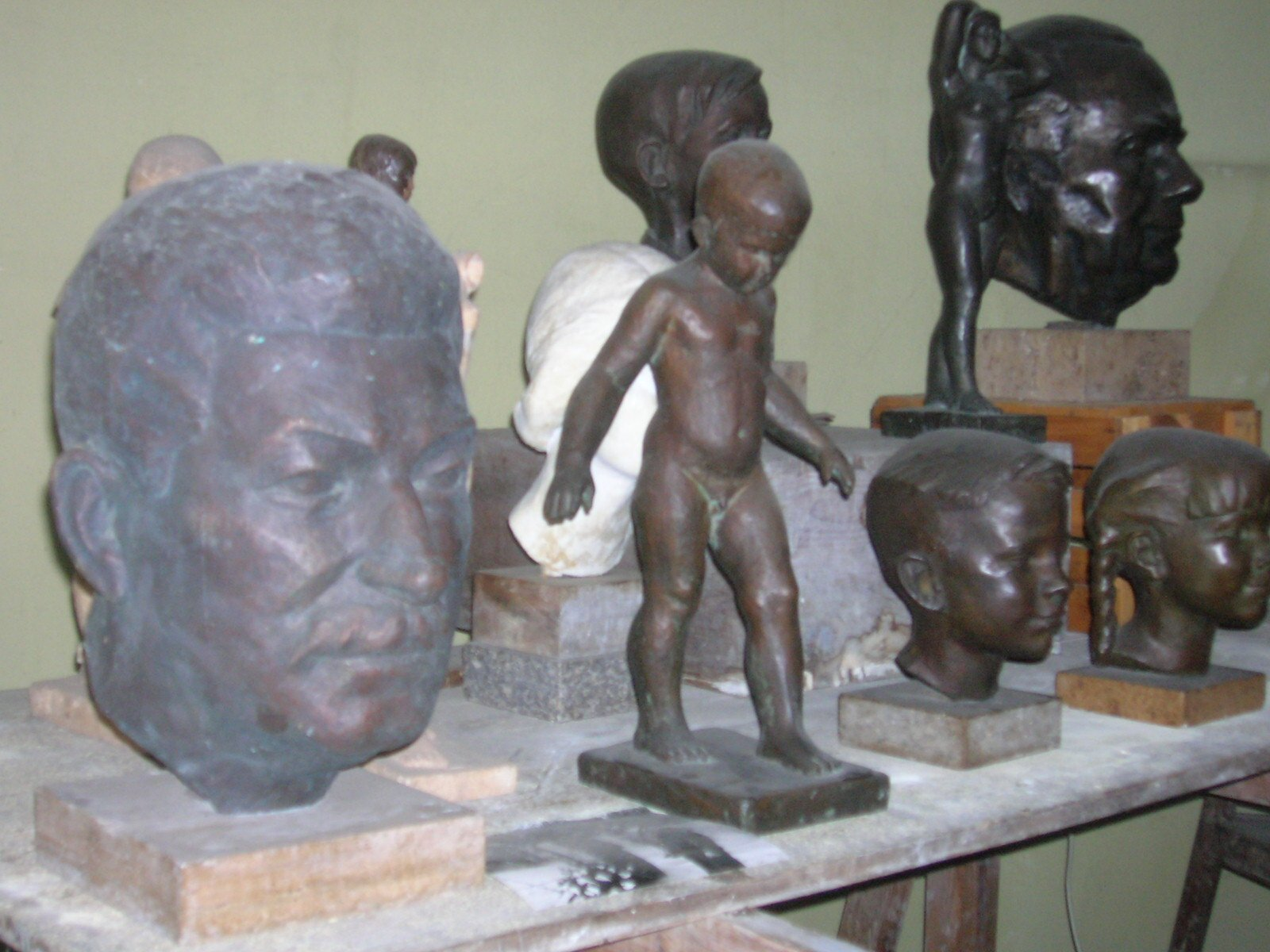
Бюсты и статуэтки Рутхильд Хане